# 松本耿郎
松本 耿郎（まつもと あきろう、1944年 - ）は、日本のイスラーム学者。
早稲田大学第一文学部卒、同大学院文学研究課博士課程満期退学。1972年マシュハド・フェルドゥスィー大学（英語版）神学部客員研究員、その後は1981年同大学教授、准教授を歴任する。1991年に国際大学中東研究所所長に就任、その後は英国ダーラム大学と米国ヴァージニア大学で客員教授として教鞭を執る。1995年から 英知大学（聖トマス大学）教授、図書館長を歴任した。

## 著書
- 『現代12イマーム・シーア派の思想・制度の総合的研究 ー原典研究を中心として』（国際大学国際関係学研究科、1991年）
- 『イスラーム政治神学ーワラーヤとウィラーヤ』（未來社、1993年）
- 『ペルシャ存在一性論集』（ビブリオ書店、2002年）
- 『馬徳新哲学研究序説』（駱駝舎、2014年）

## 共編著
- 『ジャーミー「閃光」Lawāʾihについての基礎的研究』（英知大学松本耿郎研究室、1993年）

## 翻訳
- アボルハッサン・バニー・サドル『イランにおける政治的諸問題とそのイスラム的解決法』（アジア経済研究所、1980年）
- アリー・シャリアティー（英語版）『革命的自己形成』（アジア経済研究所、1981年）
- ムハンマド・ホセイニー・ベヘシュティー（英語版）『イスラーム革命における人間と思想 ー「クルアーンより見た神」』（国際大学国際関係学研究科、1987年）
- ムルタザー・ムタッハリー（英語版）『イスラームにおける正義論』（国際大学国際関係学研究科、1987年）
- フマーユーン・ヘンマティー『現代イランの哲学研究 ー知と認識』（国際大学国際関係学研究科、1989年）
- ムハンマド・マフディー・ナーラキー, ジャワディー・アーモリー, ドクトル・アブ・ル・カーセム・ゴルジー『12イマーム・シーア派の権力理論』（松本耿郎、岩井秀子編訳、国際大学国際関係学研究科、1991年）